# Басьяновський
Басья́новський (рос. Басьяновский) — селище у складі Верхньосалдинського міського округу Свердловської області.
Населення — 1454 особи (2010, 1773 у 2002).
До 21 липня 2004 року селище мало статус селища міського типу.